# Бристол (Коннектикут)
Бристол (англ. Bristol) — город, расположенный в округе Хартфорд (штат Коннектикут, США) с населением 60 477 человек по данным переписи 2010 года.

## Демография
По данным переписи населения 2010 года в Бристоле проживало 60 477 человек, насчитывалось 25 320 домашних хозяйств. Средняя плотность населения составляла 870 человек на один квадратный километр.
Расовый состав города по данным переписи распределился следующим образом: 53 065 (87,7 %) — белых, 2323 (3,8 %) — чёрных или афроамериканцев, 1173 (1,9 %) — азиатов, 117 (0,2 %) — коренных американцев, 10 (0,02 %) — выходцев с тихоокеанских островов, 2252 (3,7 %) — других народностей, 1537 (2,5 %) — представителей смешанных рас. Испаноязычные или латиноамериканцы составили 9,6 % от всех жителей (5829 человек). Средний возраст жителей составил 40,3 года. Женщины составили 51,8 % (31 334 человека), мужчины 48,2 % (29 143 человека).